# The Chords (US-amerikanische Band)
The Chords war eine amerikanische Doo-Wop-Gruppe aus New York, die später unter den Namen The Chordcats und The Sh-Booms aktiv war. Während ihres neunjährigen Bestehens hatte die Band 1954 mit Sh-Boom ihren einzigen Hit, was sie zum One-Hit-Wonder macht.

## Bandgeschichte
Die Brüder Carl und Claude Feaster gründeten 1951 in der New Yorker Bronx gemeinsam mit James C. Keyes, Floyd McRae und William Edwards die Gesangsgruppe The Chords. Entdeckt wurde die Formation, zu der auch der Pianist Rupert Branker gehörte, drei Jahre später bei einem Auftritt in einer U-Bahn-Station. Daraufhin kam es zum Vertrag mit Atlantic Records.
Musikproduzent Jerry Wexler, der bei Atlantic als A&R-Mann auch für den Künstlernachwuchs verantwortlich war, ließ The Chords den Patti-Page-Song Cross over the Bridge covern. Die Single erschien im April 1954. Beachtung erlangte jedoch nicht die A-, sondern die B-Seite, auf der der Titel Sh-Boom zu hören war. Dieses Lied fand wegen seiner swingenden R&B-Stimmen und dem eingängigen Intro, das aus scheinbar unsinnigen Silben wie „shh-boom, shh-boom, yadda da da yadda da da da da da“ besteht, besonderen Anklang. Die Bedeutung des Namens Sh-Boom soll auf eine Atombombenexplosion zurückzuführen sein, die im Kalten Krieg als Bedrohung ein großes Thema für die Öffentlichkeit war. Allerdings enthält der Text dieses surreal-optimistischen Liedes auch die Botschaft „life could be a dream“, also dass das Leben ein Traum sein kann.
Im Juni 1954 wurde Sh-Boom als A-Seite veröffentlicht, auf der B-Seite dieser Edition befindet sich das Lied Little Maiden. Am 3. Juli des Jahres stieg Sh-Boom in die amerikanischen R&B- und Popcharts: In der R&B-Hitliste erreichte der Track Platz 2, in den Billboard Hot 100 Platz 5. Neben dem Hit Gee der Band The Crows von 1953, der zunächst ebenfalls nur als B-Seite erschien und dann, durch DJs entdeckt, zur A-Seite wurde, brachte Sh-Boom erstmals auch dem weißen Publikum die schwarze R&B-Musik nahe. Nicht jeder hielt diese Entwicklung für positiv: Peter Potter, Gastgeber der BBC-Panel-Show Juke Box Jury, brachte sein Entsetzen zum Ausdruck und vermutete, dass sich 5 oder 20 Jahre später niemand mehr an Sh-Boom erinnern würde und auch kein Plattenlabel auf die Idee käme, den Track erneut zu veröffentlichen. Diese Vermutungen erwiesen sich als Irrtümer.
Die Autoren des Liedes wurden mit Angeboten von Musikverlegern überhäuft, die in Hoffnung auf große Einnahmen die Rechte an Sh-Boom erwerben wollten. Schließlich kam es zur Einigung mit dem Verlag Hill & Range. Daraufhin erschienen diverse Coverversionen, die besonders im Radio mit dem Original konkurrierten, beispielsweise die Fassungen des Billy Williams Quartets und des kanadischen Gesangsquartetts The Crew-Cuts.
The Chords traten in verschiedenen Fernsehsendungen auf. In dieser Zeit erfuhren sie, dass es bereits eine andere Band mit Namen Chords gibt. Infolgedessen kam es zur Umbenennung in The Chordcats und zur Veröffentlichung der Single A Girl to Love, die weitgehend unbeachtet blieb. Ein letzter Versuch, der Gruppe zu neuer Popularität zu verhelfen, folgte Mitte 1955, als der Bandname in Anlehnung an deren einzigen Hit in The Sh-Booms geändert wurde. Neben weiteren erfolglosen Singleveröffentlichungen, wie dem bei Vik Records erschienenen I Don’t Want to Set the World on Fire von 1957, kam es in den später 1950er Jahren zu personellen Umbesetzungen. Für Blue Moon, die letzte Aufnahme der Sh-Booms, kehrte die Formation 1960 zu Atlantic Records zurück. Da sich auch diesmal kein Erfolg einstellte, war das Ende der Gruppe besiegelt.

## Besetzung
- Carl Feaster (* 24. September 1930 in der Bronx, New York; † 23. Januar 1981) – Leadgesang, Tenor
- Claude Feaster (* 23. September 1933; † November 1975) – Gesang, Bariton
- James C. Keyes (* 22. Mai 1930 in Kentucky; † 22. Juli 1995 in der Bronx, New York) – Gesang, 1. Tenor
- Floyd Franklin McRae († 19. März 2013) – Gesang, 2. Tenor
- James William Edwards († 1964) – Gesang, Bass
- Rupert Branker – Klavier

## Diskografie

### Alben
- 2005: The Best of the Chords (Kompilation)
- 2006: In Mint Condition

### Singles
| Jahr | Titel Musiklabel   | Höchstplatzierung, Gesamtwochen, AuszeichnungChartplatzierungen (Jahr, Titel, Musiklabel, Platzierungen, Wochen, Auszeichnungen, Anmerkungen) | Höchstplatzierung, Gesamtwochen, AuszeichnungChartplatzierungen (Jahr, Titel, Musiklabel, Platzierungen, Wochen, Auszeichnungen, Anmerkungen) | Anmerkungen |
| Jahr | Titel Musiklabel   | US | R&B | Anmerkungen |
| ---- | ------------------ | --- | --- | --- |
| 1954 | Sh-Boom Cat 45-104 | US5 (16 Wo.)US | R&B2 (15 Wo.)R&B | Erstveröffentlichung: Juni 1954 Grammy Hall of Fame Platz 215 der Rolling Stone 500 (Liste 2004) Autoren: Carl Feaster, Floyd McRae, James C. Keyes, James W. Edwards |

Weitere Singles
- 1954: Cross over the Bridge
- 1954: Zippity Zum (I’m in Love)
- 1954: A Girl to Love (als The Chordcats)
- 1955: Could It Be (als The Sh-Booms)
- 1957: I Don’t Want to Set the World on Fire (als The Sh-Booms)
- 1960: Blue Moon (als The Sh-Booms)
- 1961: Sh-Boom (als The Sh-Booms)